# Photoscotosia multiplicata
Photoscotosia multiplicata là một loài bướm đêm trong họ Geometridae.